# .277 FURY弾
.277 Fury弾（.277フューリーだん）または6.8×51mm 共通弾（6.8×51ミリきょうつうだん、Common Cartridge）（SAAMI表記「277 SIG Fury」）は、2019年後半にSIG SAUERによって発表されたセンターファイア方式リムレスボトルネック小銃実包である。アルミニウム・スチール・真鍮のハイブリッド素材からなる3ピース構造の薬莢を持ち、最大80,000 psi (551.6 MPa)の高い薬室圧力に対応する。

## 歴史
本弾薬は、SIG Sauerによってアメリカ陸軍の次世代分隊火器プログラム（NGSW）用に設計された。寸法は7.62x51mm NATO弾に近い。
2019年12月、SIG SAUER CROSSボルトアクションライフルとともに非軍事用途向けに発表された。ショートアクションの小銃実包（全長2.750インチ (69.85 mm)以下）としては高いガス圧とすることによって、薬莢の容積は少ないながらも内部弾道特性の向上が図られている。
2020年にはSporting Arms and Ammunition Manufacturers' Institute（SAAMI）から新しい弾薬規格として承認された。
2022年には、SIG Sauerから、SIG MCX Spearの民間版に本弾薬を採用する予定であると発表された。

## 仕様
本弾薬は.308ウィンチェスターと同じ長さ・直径の薬莢を使用している。しかし、銃口初速とエネルギー（すなわち威力）はより大型の弾薬と等しいレベルを達成している。これを可能にしているのは、より高い薬室圧力に耐えられる強靱なステンレス鋼を部分的に用いたハイブリッド薬莢である。すなわち、アルミニウムのロッキングワッシャーを介してステンレス鋼製の後端部分が真鍮製の本体に結合されているのである。ステンレス鋼は真鍮よりもはるかに降伏強度が高いため、薬室圧力をより高く設定することができる。他方で、薬莢本体には伝統的な素材であり一定の可塑性のある真鍮を用いることで、撃発中に薬室内で適切に膨張する余地を確保している。
弾頭の選択肢としては、135グレーン (8.75 g)でG1弾道係数約0.488の「マッチグレード」弾と、140グレーン (9.07 g)でG1弾道係数約0.508の「ハンターチップ」弾がある（それぞれ、弾道係数には多少の議論の余地がある）。
SAAMIは、一般的には、最大平均圧力が65,000 psi (448.2 MPa)を超える場合、弾薬が危険となり、銃器の破裂のリスクを高める可能性があるため、材料、構造その他の設計基準において通常用いられる方法から逸脱して薬莢と銃器を設計して対応することが必要になると警告している。しかし、本弾薬では、薬室内の最大平均圧力を故意に80,000 psi (551.6 MPa)とすれば、16インチバレルで135グレーン (8.7 g)の弾頭を射撃することにより3,000フィート毎秒 (914 m/s)の極めて速い銃口初速を達成できる。すなわち、本弾薬を採用する小火器は、これだけの薬室圧力に十分安全に耐える性能を有しなければならないことを意味する。
民間市場用には、非ハイブリッド仕様の従来型薬莢を使用した低威力の.277 Fury Elite ball FMJ弾が販売されており、16インチバレルで射撃した場合、135グレーン (8.7 g)の弾頭で銃口初速2,750フィート毎秒 (838 m/s)、G1弾道係数約0.475の性能である。

## 寸法
SAAMI規定による.277 Fury弾の寸法。サイズ表記は全てインチ（in）とミリメートル（mm）である。

## 性能
SIG Sauerは、本カートリッジは6.5mmクリードモアよりも優れた性能を持ち、1,000ヤード (914 m)で弾道落下が6 - 9フィート (1.8 - 2.7 m)少なく、着弾点におけるエネルギーは20-25%大きいと主張している。弱装弾の.277 Fury Elite ball FMJ（ステンレス鋼のケースヘッドを使用せず、それゆえ現在のSAAMI仕様を超える圧力を達成できない仕様）では、1980年から一般に入手可能な7mm-08レミントンと実質的に同等となる。弾頭の直径は7mm-08レミントンに近く、直径の差は0.006インチ（0.15 mm）、すなわち人間の髪の毛約2本分である。弱装弾では銃口初速と着弾点におけるエネルギーも同様の弾道係数と弾頭重量を持つ7mm-08レミントンと実質的に同等である。

## 米軍による制式採用

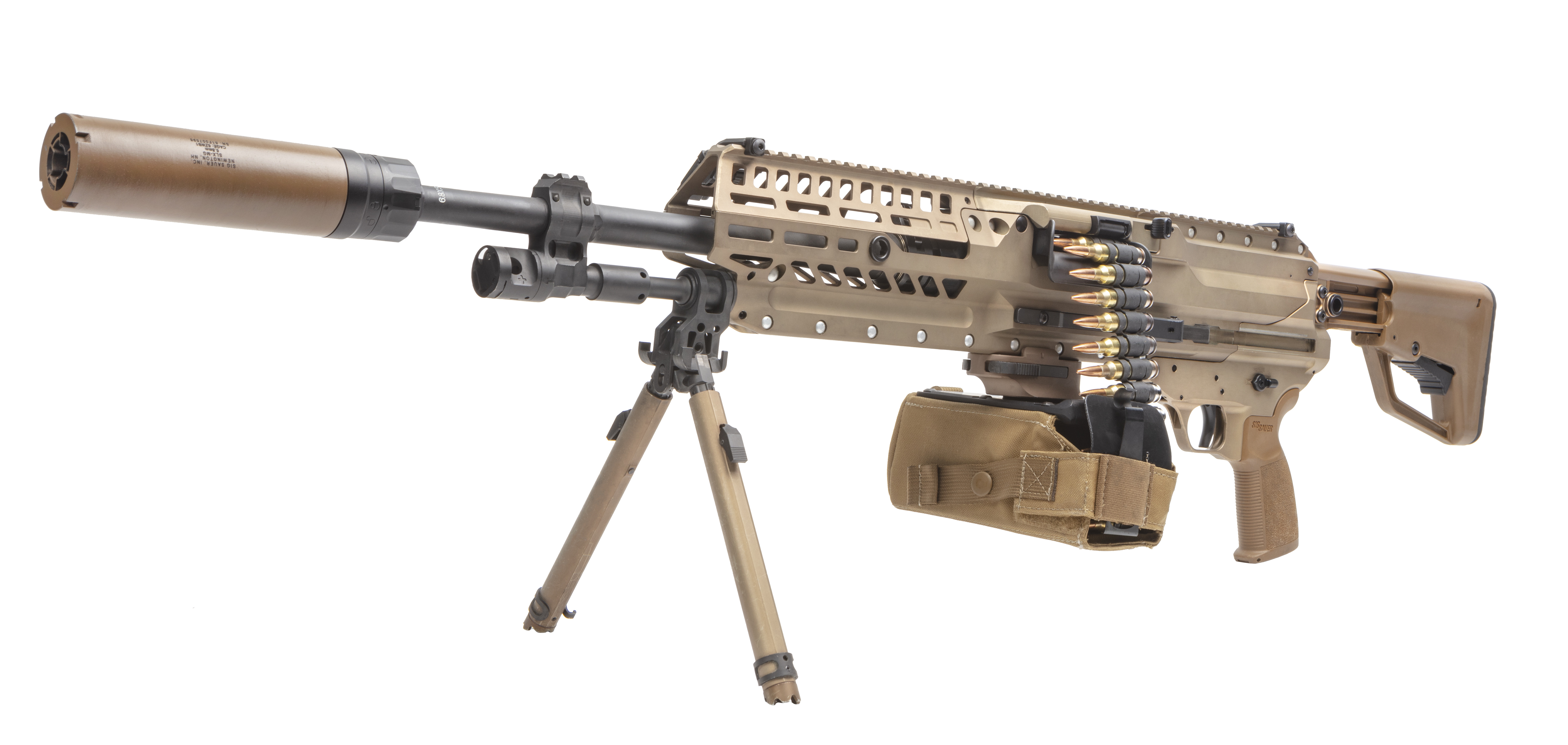
ベルト給弾式のXM250分隊支援火器

2019年1月、アメリカ軍は、M4カービンとM249軽機関銃を更新するため、次世代分隊火器プログラムを開始した。2022年4月19日、アメリカ陸軍は、M4カービンの（部分的な）後継であるXM5、M249の後継であるXM250の双方についてSIG Sauer案を選択したと発表した。そして、両銃に使用される新型制式弾薬として、SIG Sauerが設計した本弾薬を選択した。銃本体だけでなく弾薬も合わせて更新されたのは、ボディアーマーの改良により、一般的な戦場における現用の5.56x45mm NATO弾や7.62x51mm NATO弾の有効性が低下したためである。
米軍における制式名称は「6.8mm共通弾（英語: 6.8mm Common Cartridge）」となった。

### 今後の展望
2022年3月現在、アメリカ陸軍は、現在7.62×51mm NATO弾仕様となっているM240機関銃のB型およびL型を6.8×51mmに改修するコンバージョンキットを募集している。